# 潘芳芳
潘芳芳（英語：Lily Poon Fong Fong，1962年6月3日—），香港女演員、主持、配音员及電台节目主持，曾為無綫電視前晨早清談節目《香港早晨》主持，現為無綫電視基本藝人合約藝員及自由身配音员。

## 背景
潘芳芳於中國上海市出生，三個月大時來到香港生活，分別居住過觀塘區、尖沙咀以及九龍太子道。其父親一輩親戚於上海市從事養蠶業。而潘的父親及爺爺皆為珠寶金飾工場師傅。母親則為珠寶業銷售員。潘有三名胞弟。她於一所小學完成一年級，再轉讀拔萃女小學重讀一年級，一直讀至六年級為止。中學階段參加愛丁堡獎勵計劃，也是合唱團成員。於拔萃女書院中六畢業後到夏威夷大學留學，主修旅遊及酒店管理（原先要讀五年，但只用了三年完成學位），寄住於姑姐家中。及後於2005年以兼讀方式修讀都柏林大學教育碩士學位，主修戲劇教育。前後花了七至八年時間才完成。另外也在入行後報讀過黃秋生的方法演技課程。她在大學畢業後返回香港應徵富麗華酒店管理見習生和電視台創意研究助理訓練生，結果選擇入職後者。負責協助撰稿與思索橋段項目包括《婦女新姿》、《香港小姐競選》、《白金巨星耀保良》等。潘芳芳當訓練生期間曾短暫與黃子華成為同事。亦曾擔任《青春前線》的幕後崗位。後來想作多方面嘗試的潘芳芳向無綫電視自薦轉職幕前。
她於1987年畢業於第13期無綫藝員訓練班，並簽約成為無綫電視藝員至今。出道前曾受邀拍攝了1986年《綠卡何價》一實況劇，畢業隨即被安排在《歡樂今宵》演出至1989年。後亦曾擔任《香港早晨》及《Junior Junction》等節目的主持，並出任「青少年大使」。往後主要從事主持及舞台劇工作，亦有參與撰稿員崗位。偶有演出劇集，并參與動畫片及外購劇配音工作。2008年後參演較多劇集。她的配音事業始於1987年；當時她因參與舞台劇的關係與戲劇工作者盧偉力合作，且獲對方介紹向謝月美學習配音技巧。學成以後成為自由身配音員。期間曾有人邀請她當保險從業員。直至2000年，潘芳芳回到電視台，除擔任旅遊節目《山水有傳奇》主持之外，還為該節目兼任撰稿員，隨團到青海省、太原市等地拍攝。
潘芳芳為香港電台主持青少年節目多年，擅長運用聲線及表情配合演繹。近年投身兒童語文教育，為多間香港學校設計英語學習課程和擔任導師，並為由香港康文署主辦的親子教育活動設計及主持英語故事工作坊。她開始籌辦兒童劇的原因出於她喜歡小朋友與教育，加上自己學會演戲和領會到自己認識的一位外國作家分享藝術的樂趣，於是自2006年起順勢向兒童事業發展。同年獲香港電台節目總監王雅文邀請加入成為香港電台節目《恬淡情懷》的主持。

## 個人生活
潘芳芳曾與著名棟篤笑藝人黃子華相戀多年，1990年代分手後與電影編劇李志毅相戀。2005年11月5日與前無線導演及現任香港電台第三台的唱片騎師陳冠豪（Francis）於香港註冊結婚，夫婦均為基督徒。2006年6月以43歲高齡剖腹產下一子陳建御（Queston）。此外，潘芳芳向來茹素。

## 電視劇

### 無綫電視
- 1986年 綠卡何價
- 1989年 婆媽女婿 飾 吳穎茵
- 1990年 自梳女 飾 葉素鳳
- 1994年 廉政行動1994
- 2003年 洗冤錄II 飾 張王氏
- 2003年 律政新人王 飾 檢控官
- 2003年 衝上雲霄 飾 王老師
- 2004年 無名天使3D 飾 心理醫生
- 2004年 一屋兩家三姓人 飾 校長
- 2005年 奇幻潮 飾 霍小姐
- 2007年 十兄弟 飾 朱美嫻
- 2007年 師奶股神 飾 曹湘
- 2007年 法證先鋒II 飾 張妙云
- 2008年 銀樓金粉 飾 尚文君
- 2008年 法證先鋒II 飾 張妙雲
- 2009年 老婆大人II 飾 「吳方丹心幼稚園」校長
- 2009年 王老虎搶親 飾 旺
- 2009年 巴不得爸爸... 飾 梅姑
- 2010年 搜下留情 飾 李師奶
- 2010年 天天天晴 飾 蕭太
- 2010年 翻叮一族 飾 Eva
- 2010年 巾幗梟雄之義海豪情 飾 何醫生
- 2010年 刑警 飾 劉燕玲
- 2010年 依家有喜 飾 Miss Chan
- 2011年 洪武三十二 飾 楊淑妃
- 2011年 怒火街頭 飾 黃美芬
- 2011年 真相 飾 沈秀榕
- 2011年 潛行狙擊 飾 莫芳琪
- 2011年 不速之約 飾 潘姑娘
- 2011年 誰家灶頭無煙火 飾 瑪利亞修女
- 2011年 法證先鋒III 飾 龍繼母
- 2012年 換樂無窮 飾 崔校長
- 2012年 On Call 36小時 飾 Michelle
- 2012年 愛·回家 (第一輯) 飾 崔晶晶
- 2012年 巴不得媽媽... 飾 典妻
- 2012年 雷霆掃毒 飾 明麗雪
- 2012年 名媛望族 飾 何愛華（Emma）
- 2013年 神鎗狙擊 飾 劉太
- 2013年 On Call 36小時II 飾 Michelle
- 2014年 廉政行動2014 飾 郭嘉毓（Annie）
- 2014年 女人俱樂部 飾 朗英妻
- 2014年 點金勝手 飾 梁慧琼
- 2014年 我們的天空 飾 Helen（Mrs. Bently）
- 2014年 再戰明天 飾 陈静珩
- 2014年 宦海奇官 飾 趙小燕
- 2014年 醋娘子 飾 小野生太太
- 2015年 四個女仔三個BAR 飾 彭官
- 2015年 華麗轉身 飾 登哥妻
- 2015年 潮拜武當 飾 張曲文靜
- 2015年 實習天使 飾 高玉霞
- 2015年 東坡家事 飾 賈小梅
- 2016年 愛·回家 (第二輯) 飾 崔晶晶
- 2016年 殭 飾 貞
- 2016年 超能老豆 飾 強母
- 2016年 幕後玩家 飾 盛頌琼
- 2016年 致命復活 飾 修女
- 2016年 愛·回家之八時入席 飾 呂高官
- 2017年 巾帼枭雄之谍血长天 飾 川島芳子
- 2017年 財神駕到 飾 周海棠
- 2017年 與諜同謀 飾 李董事
- 2017年 踩過界 飾 幼稚園校長
- 2018年 三個女人一個「因」飾 政界人士
- 2018年 逆緣 飾 蓉
- 2018年 BB來了 飾 霍明瑜
- 2018年 兄弟 飾 蒲范卓樺
- 2019年 婚姻合伙人飾 齊雅歌
- 2019年 白色強人 飾 汪澄
- 2019年 好日子 飾 陸月
- 2019年 十二傳說 飾 趙愛珠
- 2020年至今 愛·回家之開心速遞 飾 岳史迪
- 2020年 機場特警 飾 周少蘭
- 2021年 愛美麗狂想曲 飾 李校長（第15集）
- 2021年 逆天奇案 飾 張校長（第12集）
- 2021年 智能愛人飾 阿歡
- 2021年 七公主飾 方太
- 2021年 換命真相 飾 石老師（第4集）
- 2022年 青春不要臉 飾 招麗芬
- 2022年 金宵大廈2 飾 戴太
- 2022年 回歸光影頌: 究竟天有幾高 飾 女主播
- 2022年 回歸 飾 楊美偲
- 2022年 白色強人II 飾 汪澄
- 2022年 美麗戰場 飾 何醫生
- 2022年 輕·功 飾 媚姨
- 2023年 新四十二章 飾 錢惠芳
- 2023年 隱門 飾 院長
- 2023年 破毒強人 飾 馬麗娥（Dr. Ma）
- 2023年 寵愛Pet Pet 飾 楊盛昌老婆
- 2024年 反黑英雄 飾 珊母
- 2025年 奪命提示 飾 VIP
- 2025年 麻雀樂團 飾 鄧妙嫦
- 未播映 非常檢控觀 飾
- 未播映 特務女團 飾

### 香港電台
- 1991年 小說家族
- 2004年 賭海迷徒

## 節目主持
- 《青春前線》（無線電視翡翠台，1986年）
- 《Junior Junction》（無線電視明珠台英語兒童節目，1980年代後期）
- 《香港早晨》（無線電視翡翠台，1986年-1991年）
- 《歡樂今宵》（無線電視翡翠台，1986年-1989年）
- 《大江南北》（無線電視翡翠台，1988年）
- 《週末諸色會社》（無線電視翡翠台，1989年）
- 《寰宇風情》（馬來西亞特輯）（無線電視翡翠台，1989年）
- 《K-100》（無線電視翡翠台，1990年）
- 《第十二屆金唱片頒獎典禮》（無線電視翡翠台，1990年）
- 《山水有傳奇》（無線電視翡翠台，2000年）
- 《開心老友記》（無線電視翡翠台，2001-2019年）
- 《漫遊冰城哈爾濱》（無線電視翡翠台，2003年）
- 《恬淡情懷》（香港電台，逢星期四，2006年至今[9]）
- 《beautiful sunday》（香港電台，2016年至今）

## 電影
- 緣份遊戲 (1989)
- 九一神鵰俠侶 (1991)
- 婚姻勿語 (1991)
- 新難兄難弟 (1993)
- 正乞兒!! (1994)
- 沙甸魚殺人事件 (1994)
- 搶閘媽咪 (1995)
- 真相 (1995)
- 少年15/16時 (1996)
- 四個32A和一個香蕉少年 (1996)......婦科醫生
- 抱擁朝陽 (1997)
- 至激殺人犯 (1997)
- 全職大盜 (1998)
- 流星語 (1999)
- 二人三足 (2002)
- 綁架丁丁當（2016）
- 明月幾時有 (2017)
- 麥路人 (2019)

## 舞台劇
- 2001年：情牽五十年
- 2002年：西關風情
- 2010年：曹禺 - 一個世紀的聲音
- 2012年：歌聲無淚
- 2013年：香港家+識碳
- 2019年：上海屋檐下 飾 楊彩玉
- 2019年：保蛋任務CEO

## 作為嘉賓的節目
- 2012年：文化廣場（宣傳舞台劇《歌聲無淚》）

## 廣告
- 2015年：安老按揭計劃

## 微電影
- 2012 東華三院：越半「更」精彩 之《好奇的俊俊》飾  陳老師
- 2015 法性講堂：《理想？你想!》飾 何麗芳（芳姨）

## 配音演出

### 電視動畫／OVA
| 播映年份 | 作品名稱                      | 配演角色                                            | 備註    |
| -------- | ----------------------------- | --------------------------------------------------- | ------- |
| 2003     | 扮嘢小魔星                    | 伊琪                                                |         |
| 2005     | 鋼之鍊金術師                  | 羅莎                                                | DVD版本 |
| 2006     | R.O.D -THE TV-                | 米雪兒・張 祖連拿                                   | Animax  |
| 2008     | Fate/stay night（命運守護夜） | 伊莉雅（伊莉雅蘇菲爾・馮・愛因茲貝倫） 間桐櫻 Rider | Animax  |
| 2008     | 植木的法則                    | 森愛 鈴子                                           |         |
| 2009     | 爆笑管家工作日誌              | 瑪利亞 西澤步                                       | Animax  |
| 2009     | 校園迷糊大王                  | 周防美琴                                            | Animax  |
| 2010     | K-ON!                         | 琴吹紬 山中佐和子                                   | Animax  |
| 2010     | K-ON!!                        | 琴吹紬 山中佐和子                                   | Animax  |
| 2010     | 迷宮塔 ～烏魯克之盾～         | 法蒂娜 亞美依 庫帕                                  | Animax  |

### 劇場版／動畫電影
| 播映年份 | 作品名稱                     | 配演角色                   | 備註                          |
| -------- | ---------------------------- | -------------------------- | ----------------------------- |
| 1999     | 泰山                         | 有待確認                   |                               |
| 2000     | 反斗奇兵2                    | 導遊Barbie                 |                               |
| 2001     | 天空之城                     | Sheeta                     | 洲立影視(HK) 千禧年BD重配版本 |
| 2001     | 龍貓                         | 大卷草子                   | 洲立影視(HK) 千禧年BD重配版本 |
| 2001     | 魔女宅急便                   | 可琪莉 烏露絲拉 叮噹的母親 | 洲立影視(HK) 千禧年BD重配版本 |
| 2002     | 飛天紅豬俠                   | 菲歐・保可洛               | 洲立影視(HK) 千禧年BD重配版本 |
| 2002     | 夢幻街少女                   | 月島雫                     | 洲立影視(HK) 千禧年BD重配版本 |
| 2002     | 扮嘢小魔星                   | 伊琪                       |                               |
| 2002     | Barbie長髮公主               | 麗寶莎                     |                               |
| 2003     | 扮嘢小魔星：史迪仔開心逐個捉 | 伊琪                       |                               |
| 2003     | 天鵝湖公主芭比               | 奧德鍉                     |                               |
| 2004     | 真假公主Barbie               | 安麗絲公主 綺麗嘉          |                               |
| 2005     | Barbie之夢幻仙境             | 愛莉娜                     |                               |
| 2005     | Barbie與魔幻飛馬之旅         | 安妮卡                     |                               |
| 2005     | 扮嘢小魔星2：史迪仔搞乜鬼    | 伊琪                       |                               |
| 2006     | 鋼之鍊金術師：森巴拉的征服者 | 謝西嘉 羅莎 拉斯           | 公映／影碟版本                |
| 2006     | 夢幻仙境之美人魚Barbie       | 愛莉娜                     |                               |
| 2006     | Barbie之奇幻日記             | Barbie                     |                               |
| 2006     | Barbie之十二芭蕾舞公主       | 珍妮花公主                 |                               |
| 2007     | Barbie夢幻仙境之魔法彩虹     | 愛莉娜                     |                               |
| 2007     | 芭比之森林公主               | 露露（露茜娜）             |                               |
| 2008     | 蝴蝶仙子芭比                 | 愛莉娜                     |                               |
| 2008     | 芭比與胡桃夾子的夢幻之旅     | 嘉娜                       |                               |
| 2008     | 芭比之鑽石城堡               | 麗安娜                     |                               |
| 2008     | 芭比之聖誕歡歌               | Barbie 愛迪恩丹莉          |                               |
| 2008     | 小魚仙之快樂從音樂開始       | 奧加蒂                     |                               |
| 2008     | 奇妙仙子                     | 旁述員                     |                               |
| 2009     | 奇妙仙子與失落的寶藏         | 旁述員                     |                               |
| 2012     | 勇敢傳說之幻險森林           | 有待確認                   | 公映／影碟版本                |
| 2013     | 怪獸大學                     | 有待確認                   | 公映／影碟版本                |
| 2014     | 柏靈頓                       | 瑪莉布朗                   | 公映／影碟版本                |
| 2018     | 無敵破壞王2：打爆互聯網      | 有待確認                   | 公映／影碟版本                |
| 2019     | 反斗奇兵4                    | 安德森太太                 | 公映／影碟版本                |
| 2019     | 魔雪奇緣2                    | 伊冬娜                     | 公映／影碟版本                |

### 韩剧
| 播映年份 | 作品名稱 | 配演角色 | 角色演员 | 備註    |
| -------- | -------- | -------- | -------- | ------- |
| 2013     | 信義     | 柳恩修   | 金喜善   | 煲劇1台 |

### 中／港剧
| 播映年份 | 作品名稱     | 配演角色 | 角色演员 | 備註 |
| -------- | ------------ | -------- | -------- | ---- |
| 2014     | 像火花像蝴蝶 | 旁白     | N/A      |      |

### 電影
| 播映年份 | 作品名稱       | 配演角色         | 角色演员                | 備註                      |
| -------- | -------------- | ---------------- | ----------------------- | ------------------------- |
| 1999     | 愛的肢解       | 謝素蓉           | 沈銀河                  | 安樂影視(HK) VCD版本      |
| 2007     | 满城尽带黄金甲 | 蔣嬋             | 李曼                    | 安樂影片發行 DVD／VCD版本 |
| 2007     | 花鼠明星俱樂部 | 超市媽媽         | Beth Riesgraf           | 公映版本                  |
| 2009     | 作死不離三兄弟 | 拉朱媽 莫娜      | Amardeep Jha Mona Singh | 公映／影碟版本            |
| 2011     | 辣手槍         | Alourdes Galindo | 蘿娜·米莎               | 明珠台                    |
| 2011     | 末世凶煞       | Roma Torre       | 本人                    | 明珠台                    |
| 2011     | 失蹤           | 麥海琳           | 艾美·賴恩               | 明珠台                    |
| 2013     | 盜賊門         | 佩希             | 金惠秀                  | 公映／影碟版本            |
| 2013     | 火海108        | 徐允熙           | 孫藝珍                  | 安樂影片發行 DVD版本      |
| 2013     | 北京遇上西雅图 | 文佳佳           | 湯唯                    | 安樂影片發行 DVD／BD版本  |
| 2013     | 柏林諜變       | 連貞熙           | 全智賢                  | 安樂影片發行 DVD版本      |
| 2013     | 關鍵第4號      | 夏莎拉的母親     | Judith Hoag             | 明珠台                    |
| 2015     | 捉妖记         | 廚神             | 姚晨                    | 公映／影碟版本            |

### 綜藝節目／紀錄片
| 首播年份 | 作品名稱          | 主要配演                      | 備註       |
| -------- | ----------------- | ----------------------------- | ---------- |
| 2012     | 自然古巴          | Olga Merediz（旁白）          | 明珠台     |
| 2013     | 奇風異族萬里行    | Martyna Wojciechowska（主持） | 高清翡翠台 |
| 2014     | 世界文化遺產VII   | 旁白                          | 高清翡翠台 |
| 2014     | 奇風異族萬里行II  | Martyna Wojciechowska（主持） | 高清翡翠台 |
| 2015     | 奇風異族萬里行III | Martyna Wojciechowska（主持） | 高清翡翠台 |
| 2017     | 築·動·愛          |                               | 翡翠台     |

### 廣播劇
| 年份 | 廣播劇名稱 | 配演角色 | 備註             |
| ---- | ---------- | -------- | ---------------- |
| 2006 | 獅子山下   | 芝蘭 娟  | 第6集 第16－20集 |

### 廣告
```
*只記錄商業廣告和政府宣傳片，電影、電視節目的廣告和宣傳片不記錄在內。
```

| 首播年份 | 相關機構 | 主要目的                                 | 配演角色 | 觀看宣傳片                      |
| -------- | -------- | ---------------------------------------- | -------- | ------------------------------- |
| 2014     | LEGO     | 宣傳：樂高得寶玩具                       | 旁白     | 按此觀看 （页面存档备份，存于） |
| 2014     | LEGO     | 宣傳：LEGO Friends 陽光牧場              | 旁白     | 按此觀看 （页面存档备份，存于） |
| 2014     | LEGO     | 宣傳：LEGO Friends 沙灘小屋 / 果汁店     | 旁白     | 按此觀看 （页面存档备份，存于） |
| 2015     | LEGO     | 宣傳：樂高得寶玩具                       | 旁白     | 按此觀看                        |
| 2015     | LEGO     | 宣傳：LEGO Friends 艾瑪的房子系列        | 旁白     | 按此觀看                        |
| 2015     | LEGO     | 宣傳：LEGO Friends 心湖城熱氣球/燈塔系列 | 旁白     | 按此觀看                        |
| 2015     | LEGO     | 宣傳：LEGO Friends 流行歌星系列          | 旁白     | 按此觀看 （页面存档备份，存于） |
| 2015     | LEGO     | 宣傳：LEGO Friends 星級酒店              | 旁白     | 按此觀看 （页面存档备份，存于） |

## 外部連結
- 東華三院 （页面存档备份，存于）
- 2012 東華三院：越半「更」精彩 - 社區教育計劃 （页面存档备份，存于）